# Simeon Williamson
Simeon Williamson, né le 16 janvier 1986 dans le borough londonien d'Islington, est un athlète britannique d'origine jamaïcaine, spécialiste du sprint, ancien champion de Grande-Bretagne du 100 mètres. C'est un cousin issu-de-germain du sauteur en hauteur britannique Germaine Mason.

## Carrière
Le 15 août 2008, il finit 4e de son quart de finale du 100 m des Jeux olympiques 2008 à Pékin en 10 s 32 derrière Churandy Martina, Michael Frater et Naoki Tsukahara.
Le 15 août 2009, lors des Championnats du monde 2009 de Berlin, il terminera 5e de son quart de finale en 10 s 23 (+0,1 m/s) derrière Daniel Bailey, Usain Bolt, Monzavous Edwards et Churandy Martina. Il remporte en revanche la médaille de bronze du relais 4 × 100 m aux côtés de Tyrone Edgar, Marlon Devonish et Harry Aikines-Aryeetey. L'équipe britannique est devancée par la Jamaïque et Trinité-et-Tobago.

## Records personnels
| Distance              | Temps   | Lieu                   | Date            |
| --------------------- | ------- | ---------------------- | --------------- |
| 60 mètres(en salle)   | 6,53 s  | Birmingham, Angleterre | 21 février 2009 |
| 100 mètres            | 10,03 s | Birmingham, Angleterre | 12 juillet 2008 |
| 200 mètres (en salle) | 21,55 s | Birmingham, Angleterre | 20 février 2005 |
| 200 mètres            | 21,60 s | Tallinn, Estonie       | 16 août 2005    |